# Vasili Tsjapajev

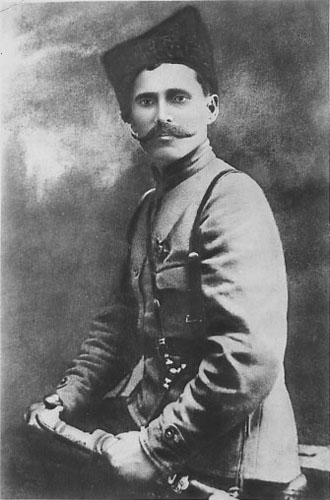
Vasili Tsjapajev

Vasili Ivanovitsj Tsjapajev (Russisch: Василий Иванович Чапаев) (Boedajka (bij Tsjeboksary), 9 februari  [O.S. 28 januari] 1887 – bij Lbisjtsjensk, 5 september 1919) was een gevierde Russische soldaat en officier van het Rode Leger tijdens de Russische Burgeroorlog.
Tsjapajev werd geboren in een arm boerengezin, in een dorp genaamd Boedajka, dat nu deel uitmaakt van Tsjeboksary. Tijdens de Eerste Wereldoorlog vocht hij als officier, en werd hem driemaal het Kruis van de Heilige Joris toegekend. In september 1917 voegde hij zich bij de Russische Sociaaldemocratische Arbeiderspartij, de bolsjewieken. In december werd hij verkozen tot bevelhebber over het 138ste infanterieregiment door de soldaten van datzelfde regiment. Later voerde hij bevel over de 2e Nikolajev-divisie en de 25e infanteriedivisie.
Op 5 september 1919, werden de divisionele hoofdkwartieren in een val gelokt door het Witte Leger. Volgens enkele officieren probeerde Tsjapajev te ontsnappen door over de Oeral te zwemmen. Hij werd echter nooit levend teruggezien. Zijn lichaam werd nooit teruggevonden, maar het stadje waar hij gestorven zou zijn werd Tsjapajev genoemd, om zijn naam eer aan te doen. In 1927 werd er een museum gebouwd. 
Nadat de Sovjet-Unie opgericht was werd Tsjapajev onsterfelijk als held van de Bolsjewistische Revolutie in populaire boeken van onder andere Dmitri Foermanov en in een film van 1934. Later werd hij een terugkerend personage in verscheidene Russische grappen. Meer recenter werd Tsjapajev een centraal personage in de roman Tsjapajev en de leegte van de Russische hedendaagse schrijver Viktor Pelevin.